# Daniela Brendel
Daniela Brendel (Berlín, Alemania, 29 de septiembre de 1973) es una nadadora alemana retirada subcampeona olímpica en 1992 en los 4 x 100 metros estilos.

## Carrera deportiva
En las Olimpiadas de Barcelona 1992 ganó la medalla de plata en los relevos de 4 x 100 metros estilos, 4:05.19 segundos, tras Estados Unidos (oro) y por delante del Equipo Unificado (bronce), siendo sus compañeras de equipo: Franziska van Almsick, Jana Dörries, Dagmar Hase, Daniela Hunger y Bettina Ustrowski.

## Palmarés internacional
| Juegos Olímpicos | Juegos Olímpicos   | Juegos Olímpicos | Juegos Olímpicos  |
| Año              | Lugar              | Medalla          | Prueba            |
| ---------------- | ------------------ | ---------------- | ----------------- |
| 1992             | Barcelona (España) | Medalla de plata | 4 × 100 m estilos |